# Производство минеральных удобрений на Кубе
Производство минеральных удобрений на Кубе — это отрасль химической промышленности Республики Куба, ставшая важным фактором повышения продуктивности сельского хозяйства страны.

## История

### 1898—1958
По состоянию на начало 1930-х годов Куба представляла собой типичную тропическую полуколониальную страну. Основой экономики являлось монокультурное сельское хозяйство. Основными экспортными товарами были тростниковый сахар и табак (в 1934 году они составляли свыше 90 % объёма экспорта), в меньшей степени — кофе, какао, тропические фрукты (бананы, ананасы, грейпфруты и др.), кокосовые орехи и ценные породы дерева (в частности, красное дерево и испанский кедр). При этом, посевы кукурузы, риса и пшеницы для внутреннего употребления были сравнительно невелики, и не обеспечивали потребности страны в продовольствии (35 % импорта составляли продукты питания).
В начале 1950-х годов Куба по-прежнему оставалась отсталой страной с монокультурным сельским хозяйством, в котором выращивание сахарного тростника в ущерб основным продовольственным культурам заставляло ввозить 35% потребляемого продовольствия (в том числе, почти целиком - пшеницу, рис и кукурузу). Удобрения в сельском хозяйстве практически не применяли.
В период с 1952 до 1958 года производство удобрений в стране в среднем составляло около 180 тыс. тонн в год (ещё некоторое количество искусственных удобрений импортировалось).
В 1958 году в стране было произведено 200 тыс. тонн минеральных удобрений, удобрения вносили лишь на 12% площадей посевов.

### 1959—1991
После победы Кубинской революции в январе 1959 года США прекратили сотрудничество с правительством Ф. Кастро и стремились воспрепятствовать получению Кубой помощи из других источников. Власти США ввели санкции против Кубы, а 10 октября 1960 года правительство США установило полное эмбарго на поставки Кубе любых товаров (за исключением продуктов питания и медикаментов).
Поскольку в 1959 году Куба являлась отсталой аграрной страной с преобладанием экстенсивного сельского хозяйства и избытком малоквалифицированной рабочей силы (четверть взрослого населения была неграмотной), используемой сезонно. У республики не было реальных возможностей (необходимых накоплений для капиталовложений, валютных резервов и квалифицированной рабочей силы) для быстрой индустриализации и создания многоотраслевой экономики, в первые годы после революции был взят курс на преимущественное развитие и техническое оснащение традиционных отраслей сельского хозяйства, а также связанных с ним пищевых производств.
С начала 1960-х годов при содействии СССР и других социалистических стран началась механизация сельского хозяйства, а также увеличение объёмов производства органических и минеральных удобрений.
Во время Карибского кризиса в октябре 1962 года корабли военно-морского флота США установили военно-морскую блокаду Кубы в виде карантинной зоны в  500 морских миль вокруг берегов Кубы, блокада продолжалась до 20 ноября 1962 года. Имевшее основания опасаться возобновления блокады острова в условиях продолжавшейся "холодной войны", правительство активизировало деятельность по достижению продовольственной независимости страны от импорта продовольствия. 
В 1969 году производство удобрений в стране достигло 888 тыс. тонн. В это время основными центрами производства суперфосфата являлись предприятия в городах Санта-Лусия и Пинар-дель-Рио, азотные удобрения производили в Сьенфуэгосе, Матансасе, Нуэвитасе и др.. В 1971 году производство удобрений в стране составляло около 900 тыс. тонн.
Поскольку служившие сырьём для производства минеральных удобрений фосфориты имелись лишь на одном небольшом месторождении карстово-осадочного генезиса (Лa-Пимьента), для увеличения объёмов производства азотных удобрений требовалось строительство новых предприятий химической промышленности и обеспечивающих их энергией электростанций. 12 июля 1972 года Куба вступила в Совет экономической взаимопомощи, и комплексное научно-техническое сотрудничество со странами СЭВ активизировалось. В это время в Фельтоне (провинция Орьенте) началось создание производства смешанных искусственных удобрений, а в городе Нуэвитас при помощи СССР строился завод азотных удобрений.
Начавшийся в октябре 1973 года топливно-энергетический кризис привёл к росту мировых цен на нефть и нефтепродукты и оказал влияние на промышленность страны. В 1973 году было произведено 663 тыс. тонн удобрений.
В целом, в первой половине 1970-х годов производство минеральных удобрений являлось главной отраслью химической промышленности страны.
В 1975 году в стране действовали два завода по производству азотных удобрений (проектной мощностью 700 тыс. тонн) и пять фабрик смешанных удобрений; в 1975 году было выпущено 1 млн. тонн минеральных удобрений.
Во второй половине 1970-х годов были пущены новые заводы азотных удобрений - на южном побережье острова (в Сьенфуэгосе) и на северном (построенный при помощи СССР завод Fábrica de Fertilizantes "Revolución de Octubre" в Нуэвитасе), что привело к увеличению производства искусственных удобрений.
В 1980 году в стране было произведено 1,3 млн. тонн минеральных удобрений, в 1981 году - 1,472 млн тонн.

### После 1991
Распад СССР и последовавшее разрушение торгово-экономических и технических связей привело к ухудшению состояния экономики Кубы в период после 1991 года. Правительством Кубы был принят пакет антикризисных реформ, введён режим экономии.
В октябре 1992 года США ужесточили экономическую блокаду Кубы и ввели новые санкции (Cuban Democracy Act).
В середине 1990х годов положение в экономике страны стабилизировалось.
12 марта 1996 года конгресс США принял закон Хелмса-Бёртона, предусматривающий дополнительные санкции против иностранных компаний, торгующих с Кубой. Судам, перевозящим продукцию из Кубы или на Кубу, запрещено заходить в порты США.
В сложившихся условиях объёмы производства минеральных удобрений сократились.
По состоянию на 2006 год, крупнейшими производителями минеральных удобрений были заводы фосфорных и азотных удобрений в Нуэвитасе (мощность 200 тыс. тонн нитрата аммония в год, часть продукции экспортировалась) и Матансасе, а также заводы по производству фосфорных удобрений в Фельтоне и Сьенфуэгосе.